# Gai Corneli Ceteg (cònsol)
Gai Corneli Ceteg (en llatí: Gaius Cornelius L. f. M. n. Cethegus) va ser un magistrat romà del segle ii aC.
Va ser edil i després procònsol a Hispània l'any 200 aC i el 199 aC va ser elegit edil curul i va celebrar uns jocs de gran magnificència. Elegit cònsol el 197 aC, va derrotar els ínsubres i cenomans en una batalla vora el riu Minci en la qual fou capturat el cartaginès Amílcar. i va obtenir els honors del triomf. El 194 aC va ser censor juntament amb Sext Eli Pet, i va fer un lustrum. A finals d'any va ser comissionat junt amb Escipió Africà i Minuci Rufus, per fer de mitjancer entre Masinissa I i Cartago.